# Guder

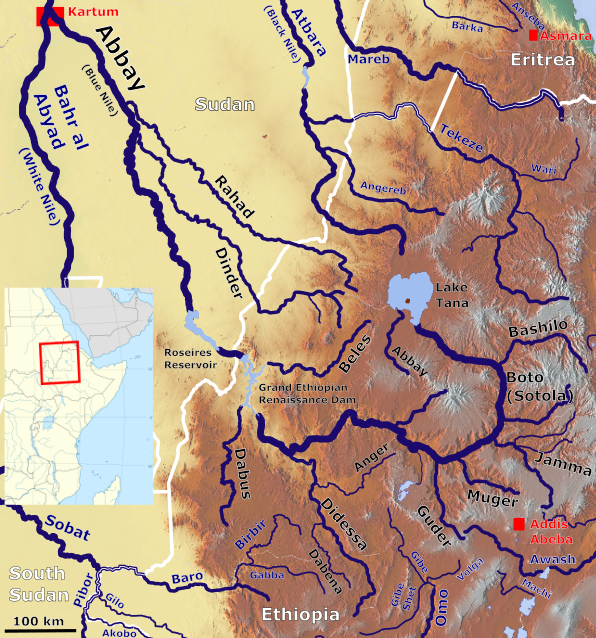
Carte montrant le bassin de l'Abbay, avec la rivière Guder (en bas à droite)

Gudar est une rivière du centre de l'Éthiopie. C'est un affluent de l'Abay ou Nil Bleu sur le côté gauche ; les affluents du Gudar comprennent la Dabissa et la Taranta. La rivière Gudar a une zone de drainage d'environ 7 011 kilomètres carrés. Il était délimité par la province historique d'Endagabatan.
Dans les années 1600, l'empereur Susenyos I et ses troupes ont traversé cette rivière pour rencontrer le chef Hadiya Sidi Mohammed lors de la Bataille de Hadiya.
Un résident grec a construit le premier pont sur le Gudar en 1897.